# The Way of the Eskimo
The Way of the Eskimo es una película dramática muda estadounidense perdida de 1911 que retrata la cultura inuit o "esquimal" del noreste de Canadá a lo largo de la costa de Labrador. Dirigida por William V. Mong y producida por Selig Polyscope Company, esta película se basó en una historia de amor escrita por Columbia Eneutseak, una joven inuit que nació en Estados Unidos en 1893, en la exposición "Esquimaux Village" en la Exposición Mundial Colombina en Chicago. Ella, su compañero artista inuit Zacharias Zad y William Mong coprotagonizaron la película con un elenco secundario que incluía a miembros de la familia inmediata de Columbia y otros actores inuit. Si bien esta producción se promovió en 1911 como filmada en locaciones del norte de Canadá, en realidad se rodó ese año en la ciudad portuaria cubierta de nieve de Escanaba, Míchigan, a lo largo de un tramo congelado de la costa de Little Bay de Noc, que conecta con el lago Míchigan.
No figuran copias de la película entre las existencias de los principales repositorios de películas de los Estados Unidos, Canadá, el Reino Unido o la Unión Europea. Por tanto, actualmente se clasifica como perdida.

## Trama
Esta película se describe en publicaciones comerciales de 1911 como una historia de aventuras y romance ambientada en la "tierra del hielo eterno" de los esquimales. La película, según reseñas y descripciones de la trama escritas en esas publicaciones, comenzaba con escenas de actividad diaria en una pequeña aldea de nativos liderados por el viejo jefe Opetek. Posteriormente, la tribu lleva a cabo su ceremonia anual de despedida o adiós al sol cuando el vasto territorio entra en la oscura estación del invierno. Zak, un joven de otra tribu lejana, visita Opetek para participar en el evento y ver a la hermosa hija del jefe, Ananak, con quien pretende casarse.
Después de la ceremonia del sol, Zak parte en su trineo tirado por perros para regresar con su propia gente. En su viaje a casa sobre el hielo, pronto encuentra a un hombre blanco "medio congelado", un trampero. Zak lleva al extraño inconsciente a la familia de Opetek, y el hombre despierta bajo el cuidado de Ananak y su madre Tikatak. Zak ahora se prepara para regresar a su casa una vez más y, de acuerdo con sus costumbres sociales, él y Ananak se despiden oliendo las mangas de las chaquetas de piel de foca del otro y luego frotándose la nariz. El trampero blanco en recuperación observa la interacción de la pareja y, después de que Zak se va, habla con Ananak y ridiculiza la forma esquimal de mostrar afecto, diciéndole que los hombres y mujeres de su cultura muestran sus afectos de maneras muy diferentes. Ananak durante los oscuros meses de invierno se siente cada vez más atraída por el cazador. Con el cambio de estaciones y la llegada de días más cálidos y brillantes, y mientras sus padres están fuera, Ananak se fuga con el hombre blanco, que pronto la abandona. Zak, que ahora viaja en kayak, logra localizarla y salvarla de ahogarse para acabar con su vergüenza. Luego lleva a Ananak de regreso a casa, donde se casan después de que el curandero de la tribu usa aceites sagrados para limpiarla de los "espíritus malignos" del trampero. Luego, la pareja parte hacia la aldea de Zak, donde juntos pueden comenzar una nueva vida.

## Elenco

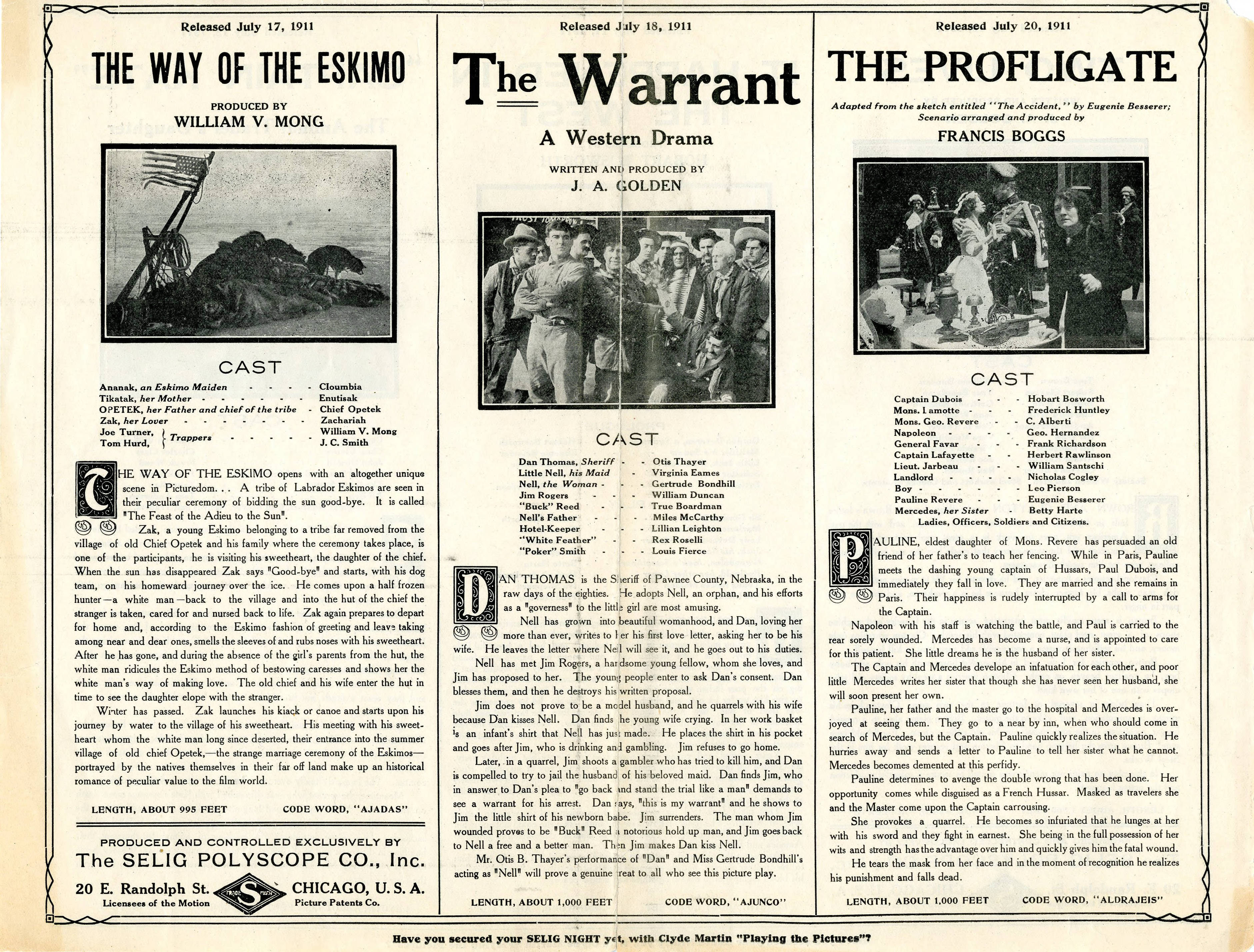
Selig promoción de tres de sus películas en 1911, incluida (izquierda) El camino del esquimal

- Columbia Eneutseak como Ananak ("Doncella esquimal")
- Zacharias Zad como Zak (pretendiente de Ananak)[4]
- William V. Mong como Joe Turner (primer trampero)
- JC Smith como John Hurd (segundo trampero)
- Jefe Opetek como jefe de la tribu (padre de Ananak)
- Esther Eneutseak como Tikatak (la madre de Ananak)
- Norman Smith como niño inuit (sin acreditar)
- Florence Smith como la pequeña niña inuit (sin acreditar)
- Oscar Smith como bebé inuit (sin acreditar)

## Producción

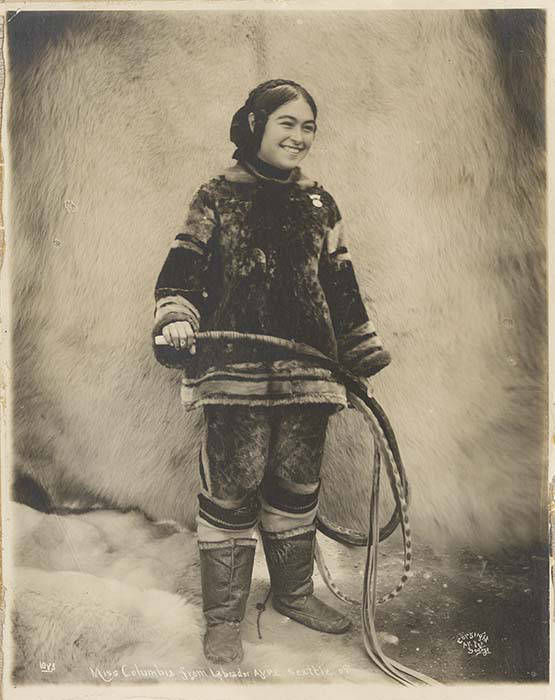
Columbia Eneutseak

La historia original de la película fue escrita por su coprotagonista Columbia Eneutseak, de 18 años, quien nació en la Exposición Mundial Colombina en Chicago en 1893. Su madre, Esther, estaba entre un grupo de hombres, mujeres y niños inuit del área de Davis Inlet en Labrador que fueron llevados a Chicago para construir y habitar una aldea esquimal o "exhibición étnica humana" durante los seis meses que duró la exposición. Mucho más tarde, en 1910, después de viajar durante años y demostrar diversos aspectos de la cultura esquimal en otras exposiciones y eventos especiales, la familia de Columbia y algunos de sus compañeros artistas inuit conocieron al director de Seilig, William Mong. Invitó a la compañía a trabajar en películas, inicialmente los eligió como extras que retrataban a los indios Seminole y Plains en tres dramas de un carrete. Luego, basándose en la historia cinematográfica propuesta por Columbia, Mong produjo The Way of the Eskimo, que las revistas comerciales describieron en el momento de su lanzamiento en julio de 1911 como "la primera de una serie de fotografías realizadas por Selig en el extremo norte el invierno pasado". En realidad, sin embargo, el single-reeler esquimal no se filmó ni en el Ártico ni en la costa norte de Labrador; Se rodó mucho más al sur de los Estados Unidos, en Escanaba, Míchigan, ubicada a unas 300 millas al norte de la sede corporativa de Selig en Chicago. Situada junto a Little Bay de Noc, unida al lago Míchigan, Escanaba, con sus fuertes nevadas invernales y su costa cubierta de hielo, era una alternativa más conveniente y visualmente creíble que filmar en el lejano Labrador. Hoy en día, la Sociedad Histórica del Condado de Delta en Escanaba conserva casi una docena de fotografías que documentan la filmación de 1911.
Mientras filmaba la película en Escanaba "a principios de 1911", Mong maximizó los costos de ubicación filmando también allí un segundo carrete, Perdido en el Ártico. Esa producción incluyó el mismo elenco principal que esta película, así como artistas inuit adicionales. En su número de julio de 1911, la revista especializada Motography, con sede en Chicago, continúa promocionando la filmación de El camino del esquimal en Labrador. "La tierra de los esquimales", anuncia la publicación, "ha sido invadida por los camarógrafos de Selig, y ahora se pueden ver verdaderos dramas esquimales, interpretados por verdaderos esquimales en desiertos de hielo nativos", y añade "'El camino de los esquimales, ' publicado el 17 de julio, es uno de ellos." Sin embargo, a pesar de tal exageración mediática, la decisión de Selig de filmar las películas en Míchigan en lugar de en las regiones remotas de Labrador no es sorprendente. Los costos en tiempo y dinero para enviar incluso una pequeña compañía de elenco y equipo hasta el noreste de Canadá probablemente se consideraron demasiado altos, especialmente para los propósitos de producir solo dos carretes.
Para realzar el realismo "ártico" del rodaje en Míchigan, Monk organizó una expedición de caza y matanza de un oso polar no indígena en Escabana, un evento documentado entre las fotografías conservadas hoy por la destacada sociedad histórica. En 1911, Selig mantuvo una creciente colección de animales salvajes y domesticados para utilizarlos en sus producciones, incluidos tres osos vivos y "di0 perros esquimales". Lo más probable es que la compañía haya enviado a Escanaba uno de esos osos desde su gran "planta" de estudio en Chicago o posiblemente desde las instalaciones más nuevas y en rápida expansión de la compañía en la "Costa del Pacífico" en Edendale, Los Ángeles . Al parecer, también se envió una morsa viva a Escanaba con los mismos fines. En su número de julio de 1911, la revista especializada Motography, con sede en Chicago, afirma: "Un valioso oso polar es asesinado en uno de estos juegos del extremo norte y se ve a un esquimal matando a la cautelosa morsa con sus métodos primitivos". La palabra reveladora sobre el oso en ese informe es "valiosa", una fuerte implicación de que el animal era de la colección de animales de Selig, uno de los especímenes comprados más caros. Si bien es posible que algunas imágenes del oso deambulando por el hielo o su matanza también se hayan utilizado en El camino del esquimal, es más probable que las imágenes se hayan utilizado en su totalidad en Perdidos en el Ártico . Los anuncios de Selig y las reseñas comerciales de esta última producción se refieren específicamente a la muerte "arponera" y "emocionante" del oso polar, y uno de los personajes de esa película se identifica como "El cazador de osos".

## Recepción

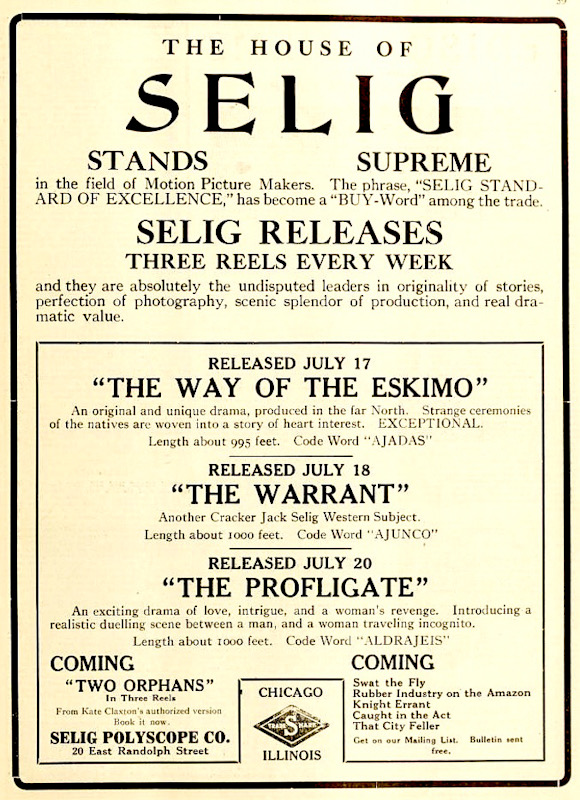
Promoción de "una historia de gran interés" que fue "producida en el extremo Norte".

En las publicaciones comerciales de 1911, la película recibió críticas generalmente positivas. The Moving Picture World en su reseña del 29 de julio afirma: "Esta imagen es lo suficientemente inusual y buena como para ser una buena película". El diario luego comenta: "Es marcadamente educativo y cuenta una historia muy interesante. La historia en este escenario, primitiva y simple, tiene mucha belleza... Es muy encomiable. Una semana después, en su edición del 5 de agosto, The Moving Picture World vuelve a destacar la película con una fotografía de Columbia posando con sus hermanos y su madre, señalando que el público debería encontrar la película de "peculiar interés" ya que "el papel principal ha sido tomado por un joven esquimal". chica de nacimiento estadounidense". revista especializada The Billboard, con sede en Cincinnati, consideró que la "historia de amor esquimal" era una "rareza" pero "una pequeña obra muy bien interpretada".

## Estatus como película "perdida"
No se conservan copias de esta producción de un carrete de Selig en la Biblioteca del Congreso, los Archivos Cinematográficos de UCLA, en la colección de imágenes en movimiento del Museo de Arte Moderno, el Museo George Eastman, la Biblioteca y Archivos de Canadá (LAC), ni en otros repositorios de películas en los Estados Unidos, Canadá o Europa. Por lo tanto, la película se clasifica o "se presume" como una producción perdida. Desafortunadamente, las imágenes que aparecen en esta página se encuentran entre las pocas que sobreviven en las publicaciones comerciales disponibles de 1911, aunque las fotografías destacadas conservadas en la Sociedad Histórica del Condado de Delta en Escanaba proporcionan cierta documentación visual del trabajo de ubicación de Mong allí.